# Hulaja
Hulaja – wieś w Syrii, w muhafazie Hims. W 2004 roku liczyła 670 mieszkańców.